# Teloganopsis deficiens
Teloganopsis deficiens är en dagsländeart som först beskrevs av Gary Scott Morgan 1911.  Teloganopsis deficiens ingår i släktet Teloganopsis och familjen mossdagsländor. Inga underarter finns listade i Catalogue of Life.

## Bildgalleri

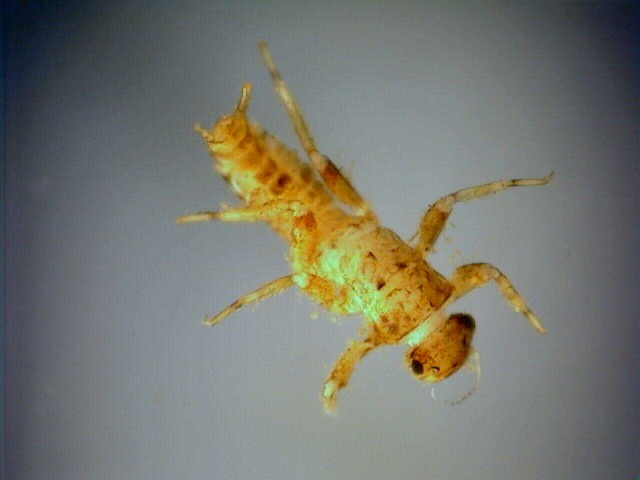